# Aksolema
Aksolema – cienka błona komórkowa otaczająca neuryt (akson).